# Alma Čardžić
Alma Čardžić (Maglaj, 1968) is een Bosnisch zangeres.

## Biografie
Čardžić begon reeds op jonge leeftijd te zingen, en won in haar tienerjaren verschillende prijzen in eigen land. In 1992 nam ze deel aan Jugovizija, de Joegoslavische preselectie voor het Eurovisiesongfestival. Met het nummer Ljubav će pobijediti eindigde ze op de tiende plaats. Een jaar later waagde ze haar kans in BH Eurosong 1993, de preselectie die bepaalde wie de eerste deelnemer zou worden van het pas onafhankelijk verklaarde Bosnië en Herzegovina. Čardžić legde met Svi na ulice beslag op de tweede plaats. Een jaar later werd ze door de Bosnische openbare omroep intern aangeduid als Bosnisch vertegenwoordiger op het Eurovisiesongfestival 1994. Samen met Dejan Lazarević bracht ze Ostani kraj mene, waarmee ze als vijftiende eindigde. De Bosnische bijdrage werd herinnerd vanwege de minutenlange staande ovatie van het publiek, als erkenning voor het aanhoudend geweld in de Bosnische Burgeroorlog. Drie jaar later waagde ze opnieuw haar kans in BH Eurosong. Met Goodbye haalde ze de zegepalm voor een tweede maal binnen. Tijdens het Eurovisiesongfestival 1997 eindigde ze op de achttiende plaats.
In totaal bracht Čardžić vier albums uit, waarvan het laatste dateert uit 2004. In dat jaar werd ze tijdens de Bosnian Music Awards uitgeroepen tot artiest van het decennium.
1993: Fazla · 
1994: Alma & Dejan · 
1995: Davor Popović · 
1996: Amila Glamočak · 
1997: Alma Čardžić · 
1999: Dino & Béatrice · 
2001: Nino Pršeš · 
2002: Maja Tatić · 
2003: Mija Martina · 
2004: Deen · 
2005: Feminnem · 
2006: Hari Mata Hari · 
2007: Marija Šestić · 
2008: Laka · 
2009: Regina · 
2010: Vukašin Brajić · 
2011: Dino Merlin · 
2012: Maya Sar · 
2016: Dalal & Deen feat. Ana Rucner & Jala